# Xenosaga Episode II: Jenseits von Gut und Böse
Xenosaga Episode II: Jenseits von Gut und Böse (ゼノサーガ エピソードII 善悪の彼岸, Zenosāga Episōdo Tsū: Zen'aku no Higan) é um jogo eletrônico de RPG desenvolvido pela Monolith Soft e publicado pela Namco. É o segundo título da série Xenosaga, parte da metassérie Xeno, e foi lançado exclusivamente para PlayStation 2 em 2004 no Japão e no ano seguinte na América do Norte e Europa. A história segue os protagonistas Shion Uzuki e Jr. continuando a combater as tramas da Organização U-TIC e do insano Albedo Piazzolla. A jogabilidade é semelhante a do primeiro jogo, tendo exploração de ambientes em uma narrativa linear e batalhas em um sistema de turnos, com os combates ocorrendo a pé ou em mechas.
O desenvolvimento de Episode II começou logo após a finalização de Episode I. O criador da série Tetsuya Takahashi cedeu o controle da franquia para um nova equipe de desenvolvimento, o que resultou em várias mudanças. O sistema de jogabilidade foi modificado baseado em opiniões sobre o primeiro jogo. O roteiro foi escrito por Norihiko Yonesaka a partir de um rascunho criado por Takahashi e Kaori Tanaka, com Episode II sendo a última contribuição de Tanaka para a série. A música foi composta por Yuki Kajiura e Shinji Hosoe, que trabalharam respectivamente nas trilhas cinemáticas e de jogabilidade.
Episode II foi elogiado pela crítica especializada ao ser lançado, porém a maioria dos pontos negativos foram direcionadas para as alterações feitas nas mecânicas de jogabilidade. O jogo teve bons números de vendas no Japão e na América do Norte, porém seu desempenhou foi menor do que o esperado. A equipe expandiu a série em outros projetos paralelos. Parte da narrativa planejada por Takahashi e Tanaka foi implementada no jogo spin-off Xenosaga: Pied Piper. Episode II foi refeito junto com Episode I como parte de Xenosaga I & II para o Nintendo DS. O terceiro e último título da série foi lançado em 2006.